# Зберігання газу в трубах
Зберігання газу в трубах є важливим аспектом газотранспортних систем, який дозволяє забезпечити баланс між попитом та пропозицією газу, зокрема в умовах сезонних коливань споживання чи при непередбачених ситуаціях. Ось детальніше роз'яснення принципів та технологій, що застосовуються у цьому процесі.

## Основні принципи зберігання газу в трубопроводах
- 1. Стискання газу: Зберігання газу в трубах здійснюється шляхом підвищення тиску газу в трубопроводах. Це дозволяє використовувати обмежений простір для зберігання великої кількості енергії.
- 2. Резервування за допомогою сегментації: Газопроводи можуть мати окремі ділянки, що ізолюються для зберігання газу, при цьому залишаючи основну систему для транспортування.
- 3. Інтеграція з іншими сховищами: Важливе значення має поєднання зберігання в трубопроводах із підземними сховищами, що дає змогу забезпечити гнучкість і ефективність газопостачання.

## Види зберігання
- Тимчасове зберігання: Використовується для швидкого реагування на пік попиту чи аварійні ситуації. Це зберігання має короткостроковий характер і допомагає підтримувати стабільність системи.
- Сезонне зберігання: Наприклад, зберігання газу в літній період для його використання в зимовий час, коли попит на газ значно зростає.

## Технічні та економічні переваги
1. Економічність: Використання існуючих трубопроводів значно знижує витрати на будівництво нових сховищ, таких як газгольдери або підземні резервуари.
2. Швидка доступність: Газ, що зберігається в трубах, доступний для транспортування та використання без значних затримок.
3. Екологічність: Це рішення дозволяє знижувати кількість газу, що втрачається при транспортуванні, і зменшує викиди в атмосферу.

## Ризики
- Надлишковий тиск: Підвищений тиск в трубопроводах може привести до пошкодження труб і витоків газу, якщо не здійснюється належний контроль.
- Технічні збої: Відсутність належного моніторингу за станом трубопроводів може призвести до серйозних аварій.